# Bouches cousues
Pour les articles homonymes, voir Bouche cousue (homonymie).
Pour plus de détails, voir Fiche technique et Distribution.
Bouches cousues (Bocche cucite) est un poliziottesco franco-italien de Pino Tosini sorti en 1970.

## Synopsis
Un émigré sicilien à Milan est retrouvé mort au pied d'un viaduc. Il s'avère que l'homme a été tué pour avoir refusé que sa belle-sœur se prostitue. La femme, maintenant déshonorée, se donne aux frères de son mari. 

## Fiche technique
- Titre français : Bouches cousues
- Titre original italien : Bocche cucite ou Fino a spaccarti il cuore[1]
- Réalisateur : Pino Tosini
- Scénario : Pino Tosini, Catherine Varlin, Walter Alberti (it), Giuseppe Masini
- Photographie : Lamberto Caimi (it)
- Montage : Otello Colangeli
- Musique : Teo Usuelli
- Décors : Leonida Flores
- Costumes : Nuccia Aimetti
- Maquillage : Aureliano Renzetti
- Production : Antonio Addobbati
- Sociétés de production : United Pictures, Sofracinema
- Pays de production :  Italie •  France
- Langue originale : italien
- Format : couleur par Eastmancolor
- Durée : 90 minutes
- Genre : Aciton et poliziottesco
- Dates de sortie :
  - Italie : 12 février 1970

## Distribution
- Lou Castel : Carmelo La Manna
- Carla Romanelli : Consolata
- Ron Carey : le commissaire
- Jean Valmont : Salvatore Torchiello
- Pier Paolo Capponi : Francesco La Manna
- Panini Siro : Totonno La Manna
- Ezio Sancrotti : Mario Angelini, dit "le Tigre".
- Paola Penni : la chanteuse de boîte de nuit
- Lidya Jurakic : l'assistante sociale
- Michel Boulè : Giovanni La Manna
- Giancarlo Prete : Rocco Torchiello
- Rosalina Neri : Moira
- Mirella Pamphili : la caissière
- Elsa Boni : la mère de La Manna
- Bruno Boschetti
- Pierluigi Piro
- Licia Lombardi

## Accueil critique
« Inspiré de Rocco et ses frères de Luchino Visconti, Bouches cousues est un mélange de polar, de film noir et de drame sur fond de misère sociale dans laquelle on retrouve ce fameux clivage entre l'Italie du nord et celle du sud. Malheureusement le film s'avère vite ennuyant tant il ne se passe rien. Si le titre fait référence à cette fameuse loi du silence, le film de Tosini est tout aussi pesant malgré quelques rares mais agréables éclats. Ces petits moments de plaisir, ces instants qui font mouche, ces passages indubitablement réussis ce sont justement ceux qui s'inspirent du quotidien, lorsque la caméra de Tosini capte la misère milanaise et recrée la vie dans les prisons. Ainsi la scène avec les putains juste avant leur rafle au début du film a quelque chose de touchant comme les scènes de rébellion prises sur le vif à San Vittore. »

— Éric Draven